# Sam Mendes
Samuel Alexander Mendes CBE (sinh ngày 1 tháng 8 năm 1965) là một nam nhà làm phim người Anh. Ông được biết đến nhiều nhất với vai trò đạo diễn của bộ phim điện ảnh Vẻ đẹp Mỹ (1999), tác phẩm đã giúp ông giành được giải Oscar và giải Quả cầu vàng cho Đạo diễn xuất sắc nhất, phim hình sự Đường đến diệt vong (2002), và hai bộ phim Tử địa Skyfall (2012) và Tổ chức bóng ma (2015) nằm trong loạt phim James Bond. Mendes cũng được biết đến với việc tái hiện lại các nhạc kịch sân khấu như Cabaret (1994), Oliver! (1994), Company (1996), và Gypsy (2003).
Năm 2000, Mendes được phong tặng Huân chương của Đế quốc Anh (Order of the British Empire), hạng Chỉ huy (hạng 3 trong 5 hạng của huân chương) cho "những cống hiến cho kịch nghệ" và cùng năm đó ông được trao tặng giải Shakespeare tại Hamburg, Đức. Năm 2005, Mendes được trao tặng giải thành tựu trọn đời của Hiệp hội đạo diễn Anh Quốc.

## Tiểu sử
Mendes được sinh ra tại Reading, Berkshire, là con trai duy nhất của Valerie Helene (née Barnett), một nhà văn viết sách thiếu nhi, và Jameson Peter Mendes, một giáo sư đại học. Cha của anh, người đến từ Trinidad, là một người gốc Bồ Đào Nha và Ý, còn mẹ anh thì lại là một người Do Thái Anh. Ông nội của anh là nhà văn người Trinidad Alfred Hubert Mendes.
Cha mẹ của Mendes li thân từ khi anh còn nhỏ. Anh lớn lên tại Oxfordshire và học tại Trường Cao đẳng Magdalen và Peterhouse, Cambridge. Khi học tại Đại học Cambridge, anh là một thành viên của câu lạc bộ The Marlowe Society và tham gia đạo diễn khá nhiều vở kịch, bao gồm cả việc sản xuất cho Cyrano de Bergerac, vở kịch với sự tham gia diễn xuất của Tom Hollander. Anh ngoài ra cũng là một học sinh chơi cricket tài giỏi, theo cuốn Wisden Cricketers' Almanack, và đã từng chơi cho Trường Cao đẳng Magdalen trong năm 1983 và 1984. Mendes cũng chơi cricket cho Đại học Cambridge.
Ở tuổi 24, Mendes tham gia đạo diễn sản xuất cho vở The Cherry Orchard của Chekhov tại Nhà hát West End với sự tham gia của Judi Dench. Nhanh chóng sau đó anh gia nhập công ty Royal Shakespeare Company, nơi anh tạo ra nhiều sản phẩm, với hầu hết trong số đó đều có sự tham gia của Simon Russell Beale, trong đó có Troilus and Cressida, Richard III và Giông tố.
Anh cũng làm việc tại Chichester Festival Theatre năm 1988 với vai trò trợ lý đạo diễn cho nhiều sản phẩm, bao gồm Major Barbara. Sau đó anh làm đạo diễn tại Royal National Theatre, thực hiện The Sea của Edward Bond, The Rise and Fall of Little Voice của Jim Cartwright, The Birthday Party của Harold Pinter, và Othello với Simon Russell Beale trong vai Iago.

## Cuộc sống riêng
Mendes kết hôn với nữ diễn viên người Anh Kate Winslet vào tháng 5 năm 2003 trong một kỳ nghỉ tại Anguilla. Trước đó anh đã từng hẹn hò với Rachel Weisz và Calista Flockhart.
Mendes gặp Winslet vào năm 2001 khi Mendes đang thuyết phục Winslet tham gia vào một vở kịch tại Nhà hát Donmar Warehouse mà trong đó anh đóng vai trò làm đạo diễn mỹ thuật. Con trai của họ được sinh ra vào ngày 22 tháng 12 năm 2003. Mendes ngoài ra cũng có một người con gái khác là Mia từ cuộc hôn nhân đầu tiên của Winslet với nhà làm phim Jim Threapleton. Người đại diện của cặp đôi thông báo vào ngày 15 tháng 3 năm 2010 rằng "họ đã chia tay vào đầu năm nay." Sau khi li hôn, Mendes bắt đầu mối quan hệ mới với nữ diễn viên Rebecca Hall.

## Tác phẩm

### Sân khấu
- 1990: Bắt đầu đạo diễn cho công ty Royal Shakespeare Company.
- 1992: Trở thành đạo diễn mỹ thuật cho Nhà hát Donmar Warehouse
- 1992: Đạo diễn Assassins tại Donmar
- 1994: Đạo diễn Oliver! tại London Palladium;
- 1994: Đạo diễn Cabaret
- 1995: Đạo diễn Company
- 1997: Đạo diễn The Fix tại West End
- 1997: Đạo diễn The Front Page với sự tham gia của Griff Rhys Jones và Alun Armstrong.
- 1998: alongside Rob Marshall, đạo diễn vở Cabaret của Broadway.
- 1998: Đạo diễn The Blue Room của David Hare, với sự tham gia của Nicole Kidman và Iain Glen.
- 1999: Đạo diễn Wise Guys tại New York
- 2002: Đạo diễn Uncle Vanya và Twelfth Night.
- 2003: Đạo diễn Gypsy của Broadway, với sự tham gia của Bernadette Peters.
- 2003: thành lập công ty sản xuất Neal Street Productions cùng với Pippa Harris và Caro Newling.
- 2006: Đạo diễn The Vertical Hour trên Broadway, with Julianne Moore và Bill Nighy
- 2009: Đạo diễn The Winter's Tale và The Cherry Orchard cho BAM và Old Vic, cùng với Simon Russell Beale, Sinéad Cusack, Rebecca Hall và Ethan Hawke.
- 2010: Đạo diễn As You Like It và Giông tố cho BAM và Old Vic, với sự tham gia của Stephen Dillane, Juliet Rylance, Christian Camargo, và Michelle Beck.
- 2011: Đạo diễn Richard III, với sự tham gia của Kevin Spacey tại Old Vic (tháng 6 – 9, 2011)
- 2012: Đạo diễn Richard III, với sự tham gia của Kevin Spacey tại Brooklyn Academy of Music (BAM) (tháng 1 – 3, 2012)
- 2013: Đạo diễn Charlie and the Chocolate Factory, tại Theatre Royal, Drury Lane
- 2014: Đạo diễn King Lear, tại Royal National Theatre (tháng 1 – 3, 2014)[17]

### Phim điện ảnh
| Năm  | Phim                       | Vai trò  | Vai trò  | Vai trò            | Đề cử Oscar | Chiến thắng Oscar | Đề cử BAFTA | Chiến thắng BAFTA | Đề cử Quả cầu vàng | Chiến thắng Quả cầu vàng |
| Năm  | Phim                       | Đạo diễn | Sản xuất | Đạo diễn điều hành | Đề cử Oscar | Chiến thắng Oscar | Đề cử BAFTA | Chiến thắng BAFTA | Đề cử Quả cầu vàng | Chiến thắng Quả cầu vàng |
| ---- | -------------------------- | -------- | -------- | ------------------ | ----------- | ----------------- | ----------- | ----------------- | ------------------ | ------------------------ |
| 1999 | Vẻ đẹp Mỹ                  | Có       |          |                    | 8           | 5                 | 14          | 6                 | 6                  | 3                        |
| 2002 | Đường đến diệt vong        | Có       | Có       |                    | 6           | 1                 | 3           | 2                 | 1                  |                          |
| 2005 | Lính thủy đánh bộ          | Có       |          |                    |             |                   |             |                   |                    |                          |
| 2006 | Starter for 10             |          |          | Có                 |             |                   |             |                   |                    |                          |
| 2007 | Stuart: A Life Backwards   |          | Có       |                    |             |                   |             |                   |                    |                          |
| 2007 | Things We Lost in the Fire |          | Có       |                    |             |                   |             |                   |                    |                          |
| 2007 | Người đua diều             |          | Có       |                    | 1           |                   |             |                   | 2                  |                          |
| 2008 | Khát vọng tình yêu         | Có       | Có       |                    | 3           |                   | 4           |                   | 4                  | 1                        |
| 2009 | Đường chúng ta đi          | Có       |          |                    |             |                   |             |                   |                    |                          |
| 2012 | Tiếng gọi người nữ hộ sinh |          | Có       |                    |             |                   |             |                   |                    |                          |
| 2012 | Richard II                 |          | Có       |                    |             |                   |             |                   |                    |                          |
| 2012 | Henry IV, Part I           |          | Có       |                    |             |                   |             |                   |                    |                          |
| 2012 | Henry IV, Part II          |          | Có       |                    |             |                   |             |                   |                    |                          |
| 2012 | Henry V                    |          | Có       |                    |             |                   |             |                   |                    |                          |
| 2012 | Tử địa Skyfall             | Có       |          |                    | 5           | 2                 | 8           | 2                 | 1                  | 1                        |
| 2015 | Tổ chức bóng ma            | Có       |          |                    |             |                   |             |                   |                    |                          |
| Tổng | 15                         | 7        | 10       | 1                  | 22          | 8                 | 29          | 10                | 12                 | 5                        |

## Giải thưởng và đề cử
| Năm  | Giải thưởng                                                              | Phim hoặc kịch               | Kết quả   |
| ---- | ------------------------------------------------------------------------ | ---------------------------- | --------- |
| 1989 | Giải thưởng Sân khấu của Hiệp hội phê bình cho Nhân vật mới hứa hẹn nhất | The Cherry Orchard           | Đoạt giải |
| 1995 | Giải thưởng Sân khấu của Hiệp hội phê bình cho Đạo diễn xuất sắc nhất    | The Glass Menagerie          | Đoạt giải |
| 1995 | Giải Laurence Olivier cho Đạo diễn xuất sắc nhất                         | The Glass Menagerie          | Đoạt giải |
| 1996 | Giải Laurence Olivier cho Đạo diễn xuất sắc nhất                         | Company                      | Đoạt giải |
| 1998 | Giải Tony cho Hướng đi xuất sắc nhất cho một vở nhạc kịch                | Cabaret                      | Đề cử     |
| 1999 | Giải Oscar cho đạo diễn xuất sắc nhất                                    | Vẻ đẹp Mỹ                    | Đoạt giải |
| 1999 | Giải Quả cầu vàng cho đạo diễn xuất sắc nhất                             | Vẻ đẹp Mỹ                    | Đoạt giải |
| 1999 | Giải của Hiệp hội đạo diễn Mỹ cho Đạo diễn đột phá – Phim điện ảnh       | Vẻ đẹp Mỹ                    | Đoạt giải |
| 2002 | Giải thưởng Sân khấu của Hiệp hội phê bình cho Đạo diễn xuất sắc nhất    | Uncle Vanya và Twelfth Night | Đoạt giải |
| 2003 | Giải Laurence Olivier cho Đạo diễn xuất sắc nhất                         | Uncle Vanya và Twelfth Night | Đoạt giải |
| 2003 | Giải thưởng đặc biệt của Đoàn thể Sân khấu London                        |                              | Đoạt giải |
| 2008 | Giải Quả cầu vàng cho đạo diễn xuất sắc nhất                             | Đường đến diệt vong          | Đề cử     |
| 2012 | Giải Sao Mộc cho Phim quốc tế hay nhất                                   | Tử địa Skyfall               | Đoạt giải |
| 2013 | Giải Empire cho Đạo diễn xuất sắc nhất                                   | Tử địa Skyfall               | Đoạt giải |